# Kali nitrat

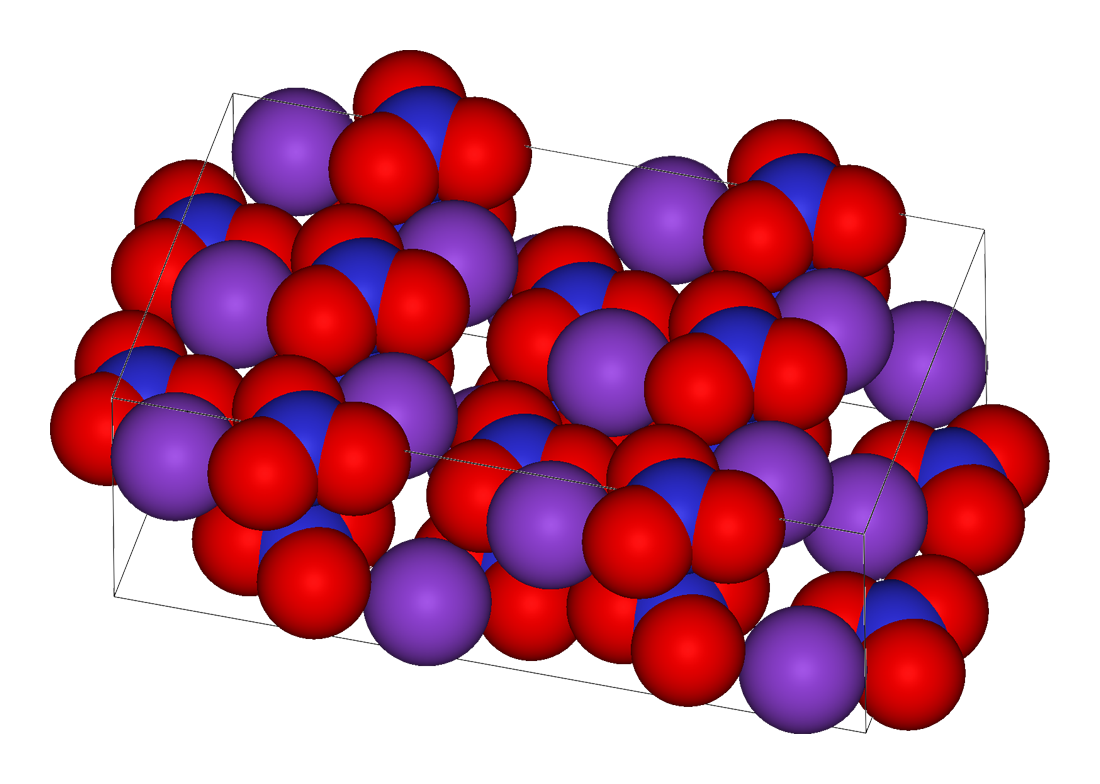
Cấu trúc tinh thể của KNO_{3}

Kali nitrat, hay còn gọi là diêm tiêu, là hợp chất hóa học có công thức hóa học là KNO3. Trong quá khứ, con người đã sử dụng nó để làm một số loại ngòi nổ. Trong tự nhiên chỉ có một lượng nhỏ kali nitrat.
Ứng dụng chính của kali nitrat là làm phân bón hóa học, nhiên liệu đẩy tên lửa và pháo hoa. Nó cũng là một trong những thành phần chính của thuốc súng.

## Lịch sử
KNO3 là chất nằm trong một phát minh lớn của nhân loại, đó là thuốc súng được người Trung Quốc tìm ra.

## Tính chất
- Tan nhiều trong nước (ở 20oC là 32g/100g nước):

Bảng độ tan của KNO3 trong nước:
- Kali nitrat phân hủy ở nhiệt độ 700 độ C tạo thành kali nitrit và giải phóng khí oxi, vậy nó có tính oxy hóa mạnh:

2KNO3 → 2KNO2 + O2

## Ứng dụng
Muối kali nitrat dùng để:
- Chế tạo thuốc nổ đen với công thức: 68% KNO3,  15% S và 17% C. Khi nổ, nó tạo ra muối kali sulfide, khí nitơ và khí CO2:

2KNO3 + S + 3C →to K2S + 3CO2 + N2.
- Làm phân bón, cung cấp nguyên tố kali và nitơ cho cây trồng.
- Bảo quản thực phẩm trong công nghiệp.
- Điều chế oxi với lượng nhỏ trong phòng thí nghiệm bằng phản ứng nhiệt phân.
- Điều chế HNO3 khi tác dụng với axit khó bay hơi:

H2SO4 + 2KNO3 → K2SO4 + 2HNO3.
- Phụ gia thực phẩm (E252).
- Kem đánh răng trị ê buốt.

## Điều chế
Điều chế KNO3 bằng phản ứng trao đổi: NaNO3 + KCl → KNO3 + NaCl
Hòa tan NaNO3 và KCl với lượng như nhau vào nước. NaCl kết tinh ở 30oC, tách được tinh thể ra khỏi dung dịch, sau đó làm nguội đến 22oC thì KNO3  kết tinh.